# Чрмель
Чермель (словац. Črmeľ, Čermeľský potok) — річка в Словаччині, права притока Горнаду, протікає в окрузі Кошиці I.
Довжина — 15.6-15.7 км. Витік знаходиться в масиві Чорна Гора — на висоті приблизно 690 метрів (схил гори Високий верх). Протікає територією міста Кошиці — частина Север
Впадає у Горнад на висоті приблизно 208 метрів.
Притоки
- праві
  - безіменні
  - Лісовий потік
  - Ракитовий потік
  - безіменні
- ліві
  - безіменні
  - Білий потік
  - Валаський потік
  - Чрмельник